# Capital One Arena

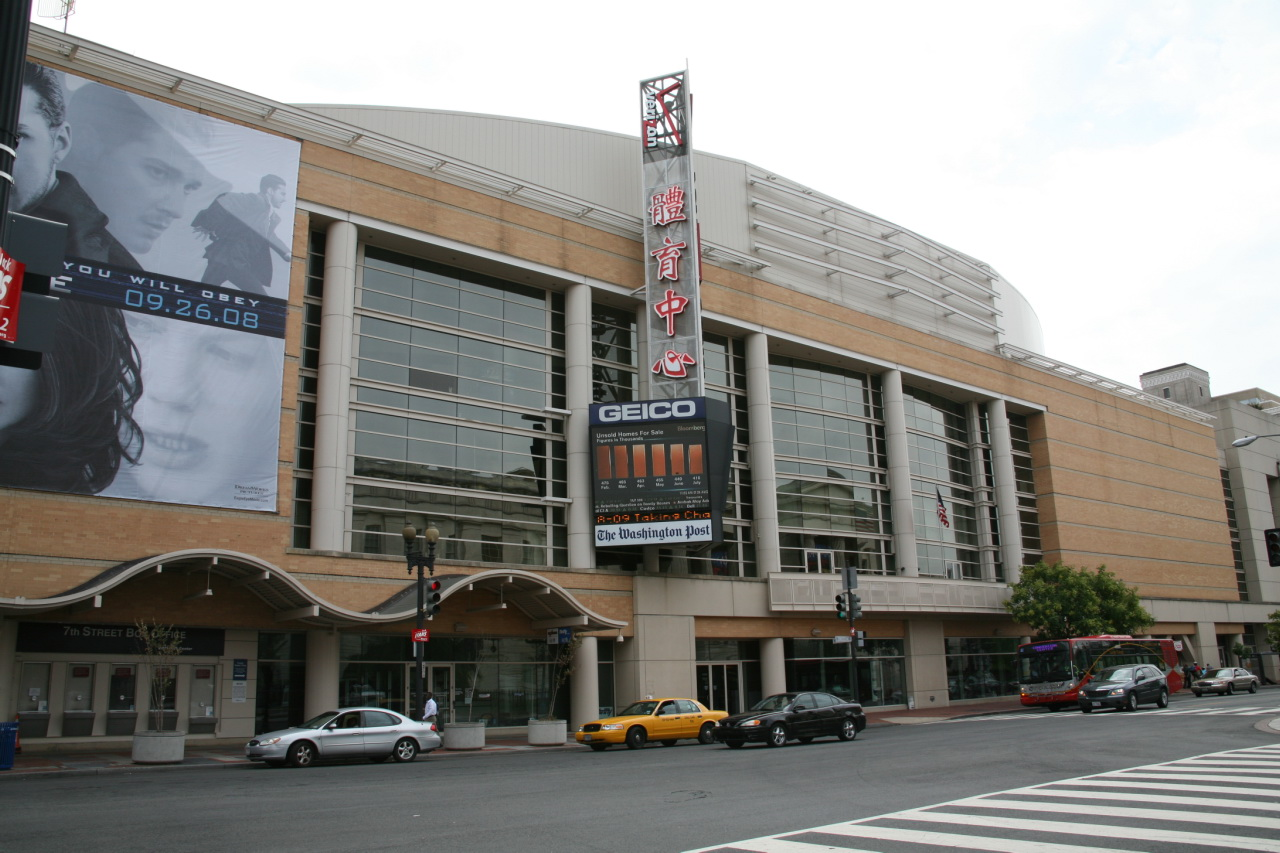
Capital One Arena (dåvarande Verizon Center) 2008.

Capital One Arena, tidigare känd som MCI Center (1997–2006) och Verizon Center (2006–2017), är en sportarena i Washington, D.C. Den är NHL-laget Washington Capitals hemmarink och även hemmaplan för NBA-laget Washington Wizards. Den invigdes 1997 och tar in 20 356 åskådare på basketmatcher och 18 506 på ishockeymatcher. Förutom sport används arenan även till andra evenemang, som rockkonserter.